# Општина Казанешти (Мехединци)
Казанешти (рум. Căzăneşti) општина је у Румунији у округу Мехединци.
Oпштина се налази на надморској висини од 224 m.